# Asellus monticola
Asellus monticola är en kräftdjursart som beskrevs av Yakov Avadievich Birstein 1932. Asellus monticola ingår i släktet Asellus och familjen sötvattensgråsuggor. Utöver nominatformen finns också underarten A. m. fontinalis.